# Pierre Laporte
Pierre Laporte (25 de febrero de 1921 - 17 de octubre de 1970) fue un abogado, periodista y político canadiense. Fue vice primer ministro de la provincia de Quebec cuando fue secuestrado y asesinado por miembros del Frente de Liberación de Quebec (FLQ) durante la crisis de octubre.

## Biografía
Pierre Laporte, nieto del político liberal Alfred Leduc, nació en Montreal, Quebec, el 25 de febrero de 1921. Fue periodista con el periódico Le Devoir de 1945 a 1961, y fue conocido por su trabajo de cruzada contra el entonces primer ministro de Quebec, Maurice Duplessis. En 1950, se graduó de la Facultad de Derecho de la Universidad de Montreal, y fue contratado por Le Devoir poco después.

### Trayectoria
Durante sus años en el periodismo, publicó una serie de series dirigidas a la gestión del gobierno de Duplessis. Al mismo tiempo que criticó al gobierno de la Unión Nacional en público, escribió panfletos de campaña para la Unión Nacional durante las elecciones. En 1954, Le Devoir emitió una serie de seis partes sobre problemas durante la construcción de la estación generadora Bersimis-1.Laporte alegó que el gobierno había recibido sobornos de las empresas de construcción que construían la presa. En un discurso, Duplessis llamó a Laporte "un hombre sin corazón, un cerdo, una serpiente y un individuo perezoso" cuyo periodismo "se acompañó a los instintos más viles del periodismo amarillo y a los sentimientos más innobles". Duplessis se refirió a Laporte como escritor para un "diario bolchevique". En 1954, Laporte publicó una columna en el periódico de izquierda Vrai donde escribió: "La Unión Nacional está podrida. Aquellos que no tienen ojos para ver con claridad... al menos tienen una nariz para oler. Es una fruta podrida, cuyo hedor se arre hasta las fronteras provinciales"En 1958, formó parte de un equipo de reporteros de Le Devoir que expusieron el escándalo del gas natural, lo que llevó a la formación de la Comisión Salvas, poco después de la elección de 1960. El biógrafo de Laporte, Jean-Charles Panneton, declaró:
Pierre Laporte fue muy valiente. Fue un pionero del periodismo de investigación en una época en la que no se practicaba el periodismo de investigación, cuando los medios de comunicación eran muy dóciles con el gobierno de Maurice Duplessis.
Laporte era muy cercano a su esposa, Françoise, a quien adoraba. Uno que lo conocía declaró:
Pierre era el tipo de hombre que iba a pescar con su esposa. Cuando se iba de viaje, siempre pensaba cómo podía llevar a su esposa. No iría a una despedida de soltero. Y presentaba a su esposa con ojos tan grandes, de la forma en que un joven presentaría a su chica a sus familiares.
Peter Edwards, el corresponsal de crímenes de The Toronto Star, escribió en 1990 que Laporte era un "hombre de familia devoto".
Después de la muerte de Duplessis, Laporte se postuló con éxito para el Partido Liberal de Quebec para un escaño en Chambly en la Asamblea Nacional de Quebec y sirvió en el gobierno del Primer Ministro Jean Lesage. Laporte era miembro del Partido Liberal de Quebec, y se considera que es un miembro destacado del ala izquierda del partido. Laporte fue elegido en una elección parcial en 1961. Laporte se desempeñó como ministro de asuntos municipales de 1962 a 1966. En 1962, estuvo involucrado en un escándalo en el que surgió que presionó con éxito para que el gobierno de Quebec alquilara equipos de construcción de una empresa que poseía, lo que llevó a cargos de violaciones de conflicto de intereses.[Varios periódicos quebequenses imprimieron caricaturas que mostraban burlonamente a Laporte llevando a cientos de excavadoras y tractores a la ciudad de Quebec para que el gobierno los alquilara. En 1962, Laporte fue la fuerza líder detrás de un proyecto de ley aprobado en la Asamblea Nacional que descalificó de osu cargo, J. Aldéo Léo Rémillard, el alcalde de la Unión Nacional de Ville Jacques-Cartier, sobre sus antecedentes penales. Laporte también se desempeñó como ministro de Asuntos Culturales de 1964 a 1966. En 1965, Laporte presentó el proyecto de ley que llevó a la fusión de varios municipios que crearon la ciudad de Laval.
Laporte tomó una línea populista, presentándose como el defensor del "pequeño".En un discurso, Laporte advirtió que los liberales deben cuidar los intereses de los "hombres promedio", ya que declaró: "De lo contrario, las masas, como las de Francia en 1789 o las de Alemania en 1933, serán arrastradas por un exceso indudablemente inaceptable, uno que ha sido sembrado por nuestras faltas y nuestras omisiones". Con frecuencia se le acusaba de aceptar sobornos durante su tiempo en el cargo con su apodo siendo "Monsieur Dix Pour Cent". En las elecciones generales de Quebec de 1966, el gobierno del Partido Liberal de Quebec de Lesage fue derrotado por la Unión Nacional, y Laporte se sentó en los bancos de la oposición durante los siguientes cuatro años. El primer ministro de la Unión Nacional, Daniel Johnson Sr., llamó a Laporte "le roi des patroneux" ("el rey de todos los tiempos del barril de cerdo").Después de que Lesage anunciara en 1969 que renunciaría como líder del partido, Laporte se postuló para sucederlo, pero perdió las elecciones de liderazgo del Partido Liberal de Quebec de 1970 ante su compañero miembro del gabinete Robert Bourassa.
Laporte era un cliente frecuente en el Victoria Club (que servía como una casa de juego ilegal) propiedad del gánster Frank D'Asti, un capo de la familia Cotroni, y era conocido como un buen amigo de D'Asti. A partir del otoño de 1969, D'Asti fue el principal contribuyente de la campaña de Laporte en su oferta de liderazgo. Del mismo modo, D'Asti contribuyó en gran medida a la campaña de Laporte en las elecciones de 1970. Los dos principales ayudantes de Laporte, René Gagnon y Jacques Côté, se reunieron con D'Asti y otro jefe de la familia Cotroni, Nicolo Di Iorio, para recoger maletines llenos de dinero en efectivo durante la candidatura de Laporte en 1969 y de nuevo en las elecciones provinciales de 1970, que fueron ganadas por los liberales. El 16 de abril de 1970, Laporte junto a Gagnon y Côté fue observado por la reunión de la policía con D'Asti y Di Iorio en un apartamento en Montreal. El informe del equipo de vigilancia de la Real Policía Montada de Canadá, que observó la reunión, declaró que Di Iorio, D'Asti y Côté entraron juntos en el apartamento de Gagnon, a quienes se les unió alrededor de las "1740 horas" por Laporte, que se fue alrededor de las "1850 horas". Gagnon y Côté declararon más tarde que la reunión fue convocada por D'Asti y Di Iorio, que querían advertir a Laporte sobre las acusaciones de fraude electoral en el área de Montreal. Según Gagnon, la reunión terminó con Laporte pidiendo a los dos mafiosos que "por favor mantengan a Monsieur Côté informado de los acontecimientos en este asunto".

El 3 de mayo de 1970, en una habitación que fue escuchada por la policía, D'Asti habló con Di Iorio, Angelo Lanzo y Romeo Bucci sobre sus esperanzas de que Laporte fuera nombrado Fiscal General de Quebec.Un resumen de la Real Policía Montada de Canadá con fecha del 17 de septiembre de 1970 decía:
Ellos [D'Asti y di Iorio] previeron que podrían obtener favores de Laporte... Estaban muy esperanzados de que Laporte fuera nombrado ministro de Justicia. En ese momento, René Gagnon y Jacques Côté estaban trabajando duro para asegurarles que los prospectos eran buenos y que esto se llevaría a cabo. Su objetivo era obtener contribuciones financieras para la campaña... Se sintieron muy decepcionados cuando Laporte fue nombrado ministro de Trabajo e Inmigración en lugar de ministro de Justicia. Sin embargo, desde entonces, Côté les ha asegurado que no tendrían problemas con el ministro de Justicia, Jerôme Choquette.
La situación con Laporte fue considerada muy sensible por las autoridades de Ottawa, que dejaron claro que no querían que los Mounties investigaran a Laporte.
Después de las elecciones generales de Quebec en 1970, el primer ministro Bourassa aconsejó al vicegobernador que nombrara a Laporte como vice primer ministro, líder parlamentario, ministro de Inmigración y ministro de Trabajo y mano de

### Muerte
El 5 de octubre de 1970, James Cross, el comisionado de comercio británico en Montreal, fue secuestrado por la FLQ.[Laporte llamó al secuestro de la Cruz "un viento de locura que sopla temporalmente a través de Canadá".[El 10 de octubre de 1970, Laporte fue secuestrado de su casa en la calle Robitailleen Saint-Lambert, Quebec, por la celda de Chénier de la FLQ.[Los secuestradores, Paul y Jacques Rose, Francis Simard y Bernard Lortie, se acercaron a Laporte mientras jugaba al fútbol con su sobrino Claude en su jardín delantero y lo obligaron a subir a su vehículo a punta de pistola.[Laporte fue elegido en parte por sus vínculos con la familia Cotroni (lo que avergonzaría al gobierno de Bourassa) y en parte porque no tenía guardaespaldas, lo que lo convirtió en un hombre fácil de secuestrar.[Laporte se dirigía hacia la calle para recoger el balón de fútbol cuando se enfrentó a un hombre enmascarado que acababa de salir de un coche estacionado frente a su casa y que le apuntó con una ametralladora a la cara.[La FLQ lo apodó el "Ministro de Desempleo y Asimilación" y lo mantuvo como rehén, exigiendo la liberación de 23 "prisioneros políticos" a cambio de su libertad.

La intención de la FLQ era que Laporte escribiera una "confesión" detallando sus vínculos con la familia Cotroni que la FLQ esperaba que fuera la "Carta Magna de la corrupción" en Quebec.[Laporte fue desafiante, diciéndole a sus capesores: "Todo va a salir bien. Lo sé. No te preocupes. Todo funcionará perfectamente".[Laporte estaba retenido en una casa en el 5630 de la calle Armstrong en Montreal.[El primer ministro Pierre Trudeau invocó la Ley de Medidas de Guerra de Canadá, que permitió que se llevaran a cabo redadas y arrestos masivos para encontrar al grupo que había secuestrado a Laporte y Cross. Trudeau dijo:
Nada de lo que el Gobierno de Canadá o el Gobierno de Quebec hayan hecho o no hayan hecho, ahora o en el futuro, podría excusar cualquier lesión a cualquiera de estos dos hombres inocentes. La pistola que apunta a sus cabezas tiene dedos FLQ en el gatillo. En caso de que se produzca alguna lesión, no hay ninguna explicación que pueda condonar el acto. En caso de que se haga daño a estos hombres, el Gobierno promete perseguir incesantemente a los responsables.
Laporte estaba esposado, encadenado al suelo y con los ojos vendados.[Sin embargo, al abrirse camino alrededor de su habitación y presionar su cara contra la pared, pudo descubrir una ventana. En la tarde del 16 de octubre de 1970, Laporte escuchó una sirena de la policía en la distancia, y decidió escapar arrojándose por la ventana.Rompió la ventana, pero las cadenas de sus piernas lo dejaron colgando en el aire.[El vidrio roto le cortó las arterias de la muñeca izquierda, el pulgar derecho y el pecho.[Mientras colgaba en el aire, Laporte gritó "¡Ayudante! ¡Ayuda! Quelqu'un s'il vous plaît aidez-moi!" ("¡Ayuda! ¡Ayuda! ¡Que alguien me ayude, por favor!"), pero nadie más que sus captores escuchó sus gritos. Sus captores lo llevaron de vuelta.[La sirena de la policía que Laporte escuchó se debió a un informe de un incendio en una casa más abajo en la calle Armstrong.[En el transcurso de la noche, Laporte estaba sangrando mucho por sus arterias cortadas y pronto se hizo evidente que moriría pronto si no recibía atención médica inmediata.[Simard lo describió como un "zombi", diciendo:
No se movió. No hay reacción, le quitamos la venda en la o venda. Ni siquiera nos miró. Era como si Laporte ya estuviera muerto. Era como alguien despojado de toda la vida. Parecía totalmente vacío. Podías sentir que ya había recibido el golpe de muerte.
Mientras estaba tumbado en el suelo, Laporte parecía resignado a su muerte a medida que se debilitaba y se negaba a hablar.En la mañana del 17 de octubre, sus captores decidieron estrangularlo hasta la muerte en lugar de llevarlo a un hospital. Dos hombres lo mantuvieron en su lugar mientras un tercero envolvió la cadena de la pierna alrededor de su cuello y después de unos minutos, Laporte estaba muerto.
El 17 de octubre, siete días después de su desaparición, el cuerpo de Laporte fue encontrado en el maletero de un coche en el aeropuerto de Montreal Saint-Hubert Longueuil. El mismo día, D'Asti y Di Iorio se reunieron con Gagnon con una oferta de ayuda, ya que el dúo declaró que su jefe, Vic Cotroni, había dado órdenes a la familia Cotroni de encontrar a Laporte. Gagnon declaró más tarde que D'Asti y Di Iorio le dijeron: "René, podemos encontrarlo. Sabemos dónde está". Pocos minutos después de aceptar la oferta de ayuda de la familia Cotroni, Gagnon escuchó la noticia en la radio del asesinato de Laporte. Laporte fue enterrado en el Cimetière Notre-Dame-des-Neiges el 20 de octubre de 1970 en un funeral al que asistieron las élites de Ottawa y la ciudad de Quebec en Montreal, Quebec.
La celda de Chénier fue arrestada por la Sûreté du Québec el 28 de diciembre de 1970 en una granja al sur de Montreal.[Los miembros de la celda de Chénier cumplieron mandatos que van desde los 20 años hasta la vida, aunque todos fueron puestos en libertad condicional mucho antes. El 4 de enero de 1971, Simard, mientras estaba bajo custodia policial, escribió una declaración sin firmar que decía que él y los dos hermanos Rose eran los tres hombres que mataron a Laporte.

En 1977, se publicó un libro, L'exécution de Pierre Laporte, del periodista separatista de Quebec Pierre Vallières. En su libro, Valliėres adelantó una elaborada teoría de conspiración de que el Ejército Canadiense, la Real Policía Montada Canadiense y la familia Cotroni habían conspirado para asesinar a Laporte y luego culparon del asesinato a la FLQ como parte de un complot para desacreditar el separatismo de Quebec.[La teoría de Vallières fue desacreditada decisivamente en 1982 cuando se publicó un libro coescrito conjuntamente por Simard, los dos hermanos Rose y Lortie, Pour en finir avec octobre. Los cuatro autores de Pour en finir avec octobre declararon de manera bastante explícita que todos eran responsables colectivamente del asesinato de Laporte, aunque los autores se negaron a decir quién realmente estranguló a Laporte hasta la muerte con sus cadenas para las piernas. Los cuatro coautores declararon en Pour en finir avec octobre que:
Pierre Laporte fue asesinado. Su muerte no fue accidental. Sin entrar en detalles, siempre hemos asumido la responsabilidad de la muerte de Pierre Laporte. A partir de nuestro arresto y los juicios que siguieron, confirmamos nuestra responsabilidad completa, sin limitación.
Sin embargo, los cuatro coautores de Pour en finir avec octobre no expresaron ningún remordimiento por el asesinato de Laporte y no se disculparon con su familia.[Los miembros de la celda de Chénier desestimaron el libro de Vallières como escribieron:
Para los aficionados a las novelas de misterio, hay idiotecias, francamente deshonestas del tipo que se encuentran en L'exécution de Pierre Laporte de Pierre Vallières. Es la teoría de la infiltración, del enemigo que viene de dentro.
Un informe sobre el asesinato de Laporte por el juez Duchaine en 1980 concluyó que al menos Jacques Rose y Francis Simard estaban presentes cuando Laporte fue asesinado, aunque el informe no nombró al hombre que estranguló a Laporte.
En 2010, el periodista Guy Gendron produjo una serie documental para Radio-Canada, en la que afirmó que el asesinato de Pierre Laporte fue involuntario: "Il a été étouffé dans un moment de panique" ("Fue ahogado en un momento de pánico").El periodista Dan MacPherson de la Gaceta de Montreal describió el documental de Gendron, que describía el asesinato de Laporte como más o menos un accidente, como parte de una tendencia de los separatistas de Quebec a blanquear la FLQ.

## Legado
En el 40 aniversario de su muerte, el 17 de octubre de 2010, el entonces primer ministro de Quebec, Jean Charest, inauguró un monumento a Laporte. Se encuentra en el St. Lawrence Seaway Park, cerca de la casa de Laporte en la calle Robitaille. En el monumento está inscrito: "Nul ne vit pour soi-même. Nul ne meurt pour soi-même" ("Nadie vive para sí mismo. Nadie muere por sí mismo").